# 남사할린 침공
남사할린 침공 또는 사할린 전투(러시아어: Южно-Сахалинская операция, 일본어: 樺太の戦い)는 소련군이 일본 제국군이 점령한 가라후토 청으로 알려진 사할린섬 남부의 일본 제국 영역을 침공한 사건이다. 이 전투는 소련-일본 전쟁, 그리고 일본 전역의 일부이다.

## 배경
1905년 포츠머스 조약 이후 섬의 통치권은 분할되어 위도 50선을 기준으로 이북은 러시아 제국이, 이남은 일본군이 통치하게 된다. 이것은 일본 제국에 의해 가라후토 청으로 알려졌으며, 나머지 사할린섬은 북쪽 지구라 불리었다. 1945년 얄타 회담 당시 소비에트 연방의 총 지도자인 이오시프 스탈린은 독일이 항복하며 유럽에서의 전쟁이 끝난 지 2개월에서 3개월 내로 일본 제국에 대항해 전쟁을 선포할 것이라고 약속했다. 이것은 일본에 대항한 또다른 전략적인 전선이 형성될 수도 있음을 의미했다. 이 결과로 소련군이 참전하면 그들은 쿠릴 열도와 사할린섬 이남을 자국의 영토로 인정받을 것임이 약속되었다. 미국은 훌라 계획을 통해 소련의 침공 준비를 도왔다. 8월 9일 소련은 소련-일본 중립 조약을 폐지하고 만주에서 전면전을 개시했다. 이러한 계획된 침공은 사할린 내의 일본 영역에 대한 침공도 포함되어 있었다. 사할린섬에서의 전투는 10일에서 14일 내로 일본군의 저항을 무력화한 후, 일본 북쪽 본토인 홋카이도를 침공하기로 계획되었다.

## 전투 서열
소련군
- 제2극동전선: 육군원수 막심 푸르카예프
  - 제16군: 레온티 체레미소프 
    - 제56소총병군단[3] : A. 페트라코프스키 
      - 제79소총병사단
      - 제2소총병여단
      - 제5소총병여단
      - 제214소총병여단
      - 제113소총병여단

    - 제255혼성항공사단 (총 106기)
- 태평양 함대: 제독 이반 유마셰프 - 파울 해군기지
  - 북태평양 소함대: 블라디미르 안드레예프
  - 태평양 함대 항공대 (총 80기)
  - 제365해군보병대대

일본군
- 제5방면군: 중장 히구치 기이치로
  - 제88사단: 중장 미네키 도이치로

## 가라후토 전선
8월 11일, 소련 제16군이 북사할린에서 육상 침공을 시작하였다. 소련군의 침공은 가라후토 요새선에서 일본군의 격렬한 방어로 인해 진격이 저지당했다. 소련군은 약 2만 명의 병사와 100대의 전차가 지원을 해주고 있었기 때문에 전력에서 압도적인 우위를 점했지만 소련군의 진격은 최소화되었고 가라후토 방어선을 돌파하는데 4일이 걸렸다. 8월 15일 일본 제국군 총사령부가 모든 전투 및 작전을 중지하고 소련군과 평화 협상에 나서라고 명령했지만, 제5지역군은 명령을 거부하고 88보병사단에 최후의 1인까지 사할린을 방어하라는 명령을 내렸다. 같은 날 일본군 3,000명이 소련군에 항복했다. 일본군은 568명의 사망자를 냈다.

## 소련의 해상 봉쇄
사할린섬의 침공에 속도를 올리기 위해, 그리고 동시에 육상 침공 병력이 일본군으로부터 받는 압박을 완화하기 위해 소련 해군은 일본의 주요 항구들에 상륙 작전을 감행하였다. 이와 동시에 일본군 부대의 탈출을 막기 위해 민간 수송선을 비롯한 함선들이 목표가 되었으며, 사할린섬 전체에 해상 봉쇄를 가했다. 8월 1일, 소련 해안경비함 자르니차와 4대의 기뢰제거함, 2대의 수송함과 6대의 경비정과 9대의 어뢰정이 토로 항구에 정박했다. 1,400명 가량의 소련군 제365독립해병대대와 제113보병여단의 1개 대대가 토로 항에 상륙했다. 토로에서 이들 소련군과 일본군 방어병력 200명 사이에 교전이 벌어졌지만 토로는 곧 점령되었으며, 에스토로 항의 4개 인구 밀집 지역 또한 확보되었다. 일본군은 100명이 죽었으며 150명이 다쳤고, 30명이 포로가 되었다. 소련군은 12명만 죽었다.
8월 20일 소련 해병대대와 제113보병여단이 연합한 3,400명의 소련 해군이 마오카 항에 상륙했다. 상륙대원들은 일본군의 강렬한 저항에 부딪혔다. 몇몇 함선들이 피해를 입었고, 이에 대응해 소련군이 도시에 해상 집중 포격을 가해 600명에서 1천 명이나 되는 민간인이 사망했다. 마오카는 8월 22일 점령되었지만 점령 과정에서 일본군의 강한 저항이 있었다. 일본군은 이 전투에서 300명이 죽고 600명이 포로로 잡혔다. 소련군은 육군 병력 60명과 해군 보병 17명이 사망했다. 8월 25일 1,600명의 소련 군대가 코르사코프에 상륙하였다. 일본군 방어부대 3,400명은 항복했다. 같은 날 제88보병사단의 잔병들이 도요하라에서 제16군에 항복했다. 소련군의 사할린 침공은 이 항복으로 종결되었다.

## 사상자 및 이후

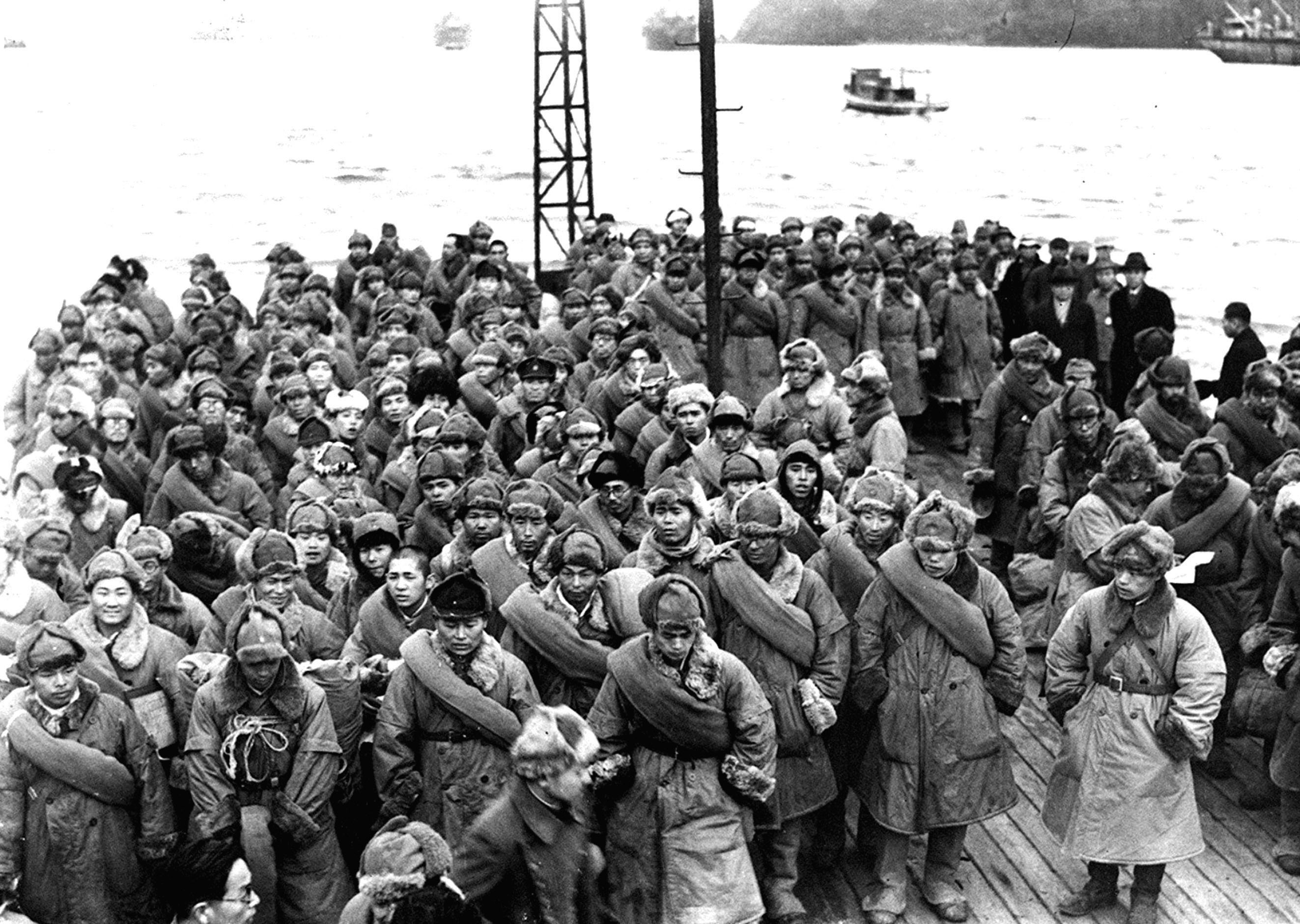
일본군 병사들이 1946년 시베리아 포로 수용소에서 돌아왔다.

### 사할린의 소련 영토 편입
일본군은 약 700명에서 2000명의 병사가 죽고 약 3500명의 민간인들이 사망했을 것으로 보인다. 18,202명의 일본인이 포로가 되었고, 대부분의 사람들은 시베리아로 강제 이송되어 전후 그곳에 수감되었다. 약 10만명의 일본 민간인들이 소련의 침공을 피해 홋카이도 등지로 도주했다. 사할린섬의 점령은 쿠릴 열도 상륙 작전의 발판이 되었다. 일본의 항복 이후 사할린섬은 소련의 영토임이 공인되었고, 가라후토 청은 50도선 이북 지역과 편입되어 사할린 주로 개칭되었다. 소련군의 홋카이도 침공 계획은 서방 연합군이 계획한 몰락 작전이 시행되지 않음으로써 역시 폐지되었다.

## 같이 보기
- 쿠릴 열도 상륙 작전
- 훌라 계획
- 가라후토청